# Voditelj proizvoda
Voditelj proizvoda (Product Manager) je funkcija unutar poduzeća zadužena za sve aktivnosti vezane za dani proizvod (ili proizvode) tijekom čitavog njegovog životnog vijeka. Obično se nalazi pod nadležnošću direktora marketinga. 
Vođenje proizvoda obuhvaća širok spektar menadžerskih vještina te se prožima kroz velik dio funkcija i odjela unutar poduzeća. 

## Detaljan opis funkcije voditelja proizvoda
1. Tržište : 
  - pratiti, analizirati i predviđati razvoj tržišta i ponašanje potrošača.
  - koristiti dostupne informacije (tržišne tendencije, analiza dosadašnje prodaje, ad hoc istraživanja, informacije iz prodajne mreže...)
  - pratiti statistike o prodaji (udio na tržištu, razvoj segmenata...)
  - pratiti konkurenciju
  - pratiti i analizirati podatke iz prodajne mreže
  - analizirati tržišta po tipu kupaca (privatne osobe, flote ...)
  - pratiti i analizirati razvoj tržišta (porezni, tehnološki) te imidž marke
2. Proizvod : 
  - definirati i prilagoditi ponudu.
  - definirati ponudu države
  - upravljati specijalnim / ograničenim serijama proizvoda
  - formulirati zahtjeve za dodatnim verzijama proizvoda
3. Cijena : 
  - definirati pozicioniranje cijene proizvoda kako bi se povećala prodaja te zadovoljila očekivanja kupaca.
  - pratiti konkurentnost
  - definirati strategiju cijena i realizaciju komercijalnih planova
  - pratiti i analizirati kretanje marži
  - integrirati maržu prodajne mreže kao marketinšku osnovicu
4. Prodaja : 
  - brinuti se za količinu proizvoda u proizvodnji za dano tržište
  - upravljati predviđanjima u pogledu potražnje za određenim vrstama / varijacijama proizvoda
  - praćenje i prilagodba količina u proizvodnji
5. Kontribucija : 
  - upravljati svim elementima komercijalne politike kako bi se povećala kontribucija proizvoda.
  - analizirati mix verzija proizvoda, kupce
  - upravljati komercijalnim sredstvima
  - predlagati akcije koje omogućuju povećanje komercijalne kontribucije proizvoda
6. Komercijalna sredstva : 
  - predložiti politiku komercijalnih sredstava koja se odnosi na kupce ( financiranje, usluge, garancija...) u skladu sa strategijom cijena / proizvod / kupac kao i politiku komercijalnih sredstava koja se odnosi na prodajnu mrežu i flote u dogovoru sa službom prodaje i ključnih kupaca.
  - analizirati akcije konkurencije
  - predlagati akcije za kupce / prodajnu mrežu / flote
  - analizirati razvoj komercijalnih sredstava za svoje proizvode
7. Komunikacija : 
  - predložiti strategiju komunikacije za svoj proizvod
  - definirati strategiju na temelju smjernica centrale
  - osigurati ili uskladiti strategiju unutar tvrtke
  - sudjelovati u kreativnom procesu
8. Informacija : 
  - biti informiran osvemu što se odnosi na njegov prozvod.
  - raspolagati informacijama unutar tvrtke i prema prodajnoj mreži
  - kontrolirati i regulirati informacije o proizvodu dostupne kupcima (prospekti, brošure, internet...)
  - jamčiti za informacije o proizvodu / cijenama u sustavima
  - sudjelovati u izradi nacionalnog tiska
9. Dugoročni planovi, komercijalizacije :
  - definirati strategiju ponude u planu i budžet s pridruženim brojčanim podacima
  - oblikovati planove redovitih komercijalnih akcija
  - voditi radne grupe kod komercijalizacije novih proizvoda
10. Ostale odgovornosti :
  - osigurati usklađivanje zanimanja u okviru matrice proizod / zanimanje
  - upravljati u tom slučaju radnim grupama ili specifičnim dokumentima
  - uskladiti oblikovanje usluga i financiranja kao i ostalih vrijednosti
  - pratiti stanje zaliha novih proizvoda
  - animirati grupe za lansiranje